# Cyclorhiza
Cyclorhiza là chi thực vật có hoa trong họ Apiaceae.